# Palle Smed
Palle Ebbesen Smed (født 19. oktober 1961 i Aakirkeby) er kommunikationsrådgiver og selvstændig erhvervsdrivende. Han har været chefredaktør for Fagbladet 3F og flere andre faglige magasiner, og været medstifter af Netavisen Pio. Han sidder i bestyrelsen for flere medievirksomheder som TV2 valgt i 2010 som en "stærk ressource" ( kulturminister Per Stig Møllers udsagn). Han og formanden blev som de eneste genvalgt i 2012 på kulturminister Uffe Elbæks forslag. Han er desuden bestyrelsesformand for DistributionPlus.
Smed modtog i 2006 Den Danske Publicistklubs jubilæumspris for sit drive og engagement og for at have sat nye standarder for fagpressen. 
Han startede den 1. juni 2017 som direktør for Faglige Seniorers 211.000 medlemmer.
Han er søn af Leif og Kylle Smed.

## Involvering i Falcks kampagne mod Bios
Palle Smed blev hyret som kommunikationsrådgiver af kommunikationsbureauet Advice til, på vegne af Falck, at modarbejde ambulancetjenesten Bios. Palle Smed erkendte i februar 2019 at have fortalt et hollandsk medie ('Follow The Money'), at han arbejdede på vegne af 3F. Det vurderes, at Palle Smed kan have tjent flere millioner kr. på sit arbejde, både ved betaling fra Advice og ved senere betaling direkte fra Falck.
På baggrund af sagen skal Palle Smed forklare sig for sin nuværende arbejdsgiver, Faglige Seniorer.